# Philondenx
Philondenx település Franciaországban, Landes megyében. Lakosainak száma 189 fő (2022. január 1.). Philondenx Lacajunte, Pimbo, Arzacq-Arraziguet, Cabidos és Malaussanne községekkel határos.

## Népesség
A település népességének változása:
| Lakosok száma | 286  | 266  | 221  | 208  | 213  | 207  | 202  | 200  | 196  | 189  |
|               | 1968 | 1982 | 1990 | 2006 | 2013 | 2015 | 2017 | 2019 | 2020 | 2022 |